# اليوم العالمي للغابات
تم تأسيس اليوم العالمي للغابات في يوم 21 مارس، بقرار من الجمعية العامة للأمم المتحدة في 28 نوفمبر 2012. كل عام، تحتفل مختلف الفعاليات وترفع الوعي بأهمية جميع أنواع الغابات والأشجار الموجودة خارج الغابات، لصالح الأجيال الحالية والمستقبلية. تُشجَّع البلدان على بذل الجهود لتنظيم الأنشطة المحلية والوطنية والدولية التي تشمل الغابات والأشجار، مثل حملات غرس الأشجار، في اليوم العالمي للغابات. يقوم الأمين العام لاجتماع الأمم المتحدة المعني بالغابات، بالتعاون مع منظمة الأغذية والزراعة، بتيسير تنفيذ هذه الفعاليات بالتعاون مع الحكومات والشراكة التعاونية بشأن الغابات والمنظمات الدولية والإقليمية ودون الإقليمية. احتُفل باليوم العالمي للغابات لأول مرة في 21 مارس 2013.

## خلفية
كل عام يُفقد أكثر من 13 مليون هكتار (32 مليون فدان) من الغابات، وهي مساحة تقارب مساحة إنجلترا. كما هو حال النمو مع الغابات، تنمو بالتالي الأنواع النباتية والحيوانية التي تحتضنها - 80% من جميع أنواع التنوع الحيوي الأرضي. والأهم من ذلك أن الغابات تلعب دوراً حاسماً في تغير المناخ بما في ذلك الاحتباس الحراري: ينتج عن إزالة الغابات ما بين 12 و18% من الانبعاثات الكربونية في العالم -أي ما يعادل تقريبًا كل ثاني أكسيد الكربون من قطاع النقل العالمي. على نفس القدر من الأهمية، تعد الغابات الصحية واحدة من «أحواض الكربون» الرئيسية في العالم.
اليوم، تغطي الغابات أكثر من 30% من أراضي العالم وتحتوي على أكثر من 60,000 نوع من الأشجار، والكثير منها لم تُحدد هويته بعد. توفر الغابات الغذاء والألياف والمياه والأدوية لنحو 1.6 مليار من أفقر سكان العالم، بما في ذلك الشعوب الأصلية ذات الثقافات الفريدة.

## لمحة تاريخية
في نوفمبر 1971، صوتت «الدول الأعضاء» في الدورة السادسة عشرة لمؤتمر منظمة الأغذية والزراعة لتأسيس «اليوم العالمي للغابات» في 21 مارس من كل عام. من 2007 إلى 2012، عقد مركز بحوث الغابات الدولية (سيفور) سلسلة من ستة أيام للغابات، بالتزامن مع الاجتماعات السنوية لمؤتمر اتفاقية الأمم المتحدة الإطارية بشأن التغير المناخي. نظمت الـ سيفور هذه الفعاليات نيابة عن الأعضاء الآخرين في الشراكة التعاونية المعنية بالغابات وبالتعاون الوثيق معها. بعد السنة الدولية للغابات في عام 2011، تم تأسيس اليوم الدولي للغابات بقرار من الجمعية العامة للأمم المتحدة في 28 نوفمبر 2012.

### يوم الغابات
كان المحفز ليوم الغابة محادثة عادية في أكسفورد، إنجلترا، في فبراير 2007، بين عالمين شعرا أن العالم يقلّل من أهمية الغابات في التخفيف من انبعاثات الكربون ووجدا حاجة ملحة لأحدث الأبحاث عن الغابات والتفكير لإعلام صانعي السياسات العالمية ومفاوضي اتفاقية الأمم المتحدة الإطارية بشأن التغير المناخي. لم يتوقعوا أن يصبح المؤتمر واحداً من أكثر الأحداث العالمية تأثيرًا على الغابات وتغير المناخ اليوم.

#### يوم الغابات 1: بالي، إندونيسيا (2007)
كان يوم الغابة الافتتاحي أحد الأحداث الرئيسية في مؤتمر اتفاقية الأمم المتحدة الإطارية بشأن التغير المناخي (UNFCCC) لمؤتمر الأطراف (COP (13 في بالي، إندونيسيا في 8 ديسمبر 2007. شارك أكثر من 800 شخص في يوم الغابات، بمن فيهم العلماء، أعضاء الوفود الوطنية وممثلون عن المنظمات الحكومية الدولية والمنظمات غير الحكومية.
كانت إحدى السمات الرئيسية ليوم الغابات هي أربع حلقات نقاش متوازية ركزت على الموضوعات الشاملة المتعلقة بالغابات وتغير المناخ. درست هذه المناقشات التي حضرها عدد كبير من الأشخاص قضايا مثل تحديد خطوط الأساس والتحديات المنهجية في تقدير كربون الغابات؛ تحديات الأسواق والحوكمة المرتبطة بخفض الانبعاثات الناتجة عن إزالة الغابات وتدهورها في البلدان النامية (REDD+)؛ التكيف مع تغير المناخ؛ والمفاضلة بين الكفاءة والمبادئ.
شملت مجالات التوافق في الرأي الناشئة عن المناقشات ما يلي:
- في حين أن هناك تحديات منهجية كبيرة يجب التغلب عليها، فإن الطرق الحالية «جيدة بما يكفي» للمضي في تصميم آليات لخفض الانبعاثات الناتجة عن إزالة الغابات وتدهورها.
- تشكّل التحديات المتعلقة بالحوكمة أكبر المخاطر لكل من المستثمرين الدوليين وأصحاب المصلحة المحليين في سياق الآليات الجديدة.
- يجب أن تكون الآليات بسيطة، ويجب ألا تكرر أخطاء آلية التنمية النظيفة.
- سيعتمد نجاح أي آلية لخفض الانبعاثات الناتجة عن إزالة الغابات وتدهورها في البلدان النامية على الإرادة السياسية للتصدي لمحركات إزالة الغابات، بما في ذلك المحركات التي تنشأ خارج قطاع الغابات.
- يجب أن تتحول جهود التكيف من حالة الاستجابة إلى الاستباقية، وينبغي أن تركز على الفئات الأكثر ضعفًا، بما في ذلك الأشخاص المُعتمدين على الغابات.

#### يوم الغابات 2: بوزنان، بولندا (2008)
بناءً على الاستجابة الإيجابية لليوم الأول للغابات، جمع يوم الغابة 2، الذي عقد في بوزنان، بولندا، في 8 ديسمبر 2008، نحو 900 مشارك لمناقشة الفرص والتحديات المتعلقة بإدخال الغابات في الاستراتيجيات العالمية والوطنية للتكيف مع تغير المناخ والتخفيف منه.
أكد المشاركون على الأهمية الكبيرة للنظم الإيكولوجية للغابات وأشاروا إلى أن الغابات تضم شبكة مترابطة من الحيوانات والنباتات والكائنات الحية الدقيقة، والتي توفر معًا مجموعة واسعة من السلع والخدمات التي تتجاوز عزل الكربون. ويشمل ذلك الحفاظ على التنوع الحيوي، وتوليد الأمطار والمنتجات التي تعتبر مهمة لسبل عيش الشعوب الأصلية التي تعتمد على الغابات والشعوب الأصلية وكذلك لاقتصاديات العديد من البلدان.
أدرك الحاضرون أهمية الاستفادة من المعرفة والخبرات الواسعة الموجودة في الإدارة المستدامة للغابات (SFM) ودعوا المفاوضين إلى التشاور مع أصحاب المصلحة في الغابات أثناء قيامهم بتطوير سياسة المناخ.
قدم فرانسيس سيمور، المدير العام للـ سيفور، ملخصًا عن يوم الغابة 2 إلى إيفو دي بوير، الأمين التنفيذي لاتفاقية الأمم المتحدة الإطارية بشأن التغير المناخي. تمت صياغة هذا الملخص من قبل لجنة تمثل أعضاء CPF، وتضمنت نقاط توافق وكذلك نقاط خلاف ظهرت خلال اليوم. أبرز سيمور الحاجة إلى:
- إدراج الغابات في آليات واستراتيجيات التخفيف من آثار تغير المناخ والتكيف معه.
- ضمان الإدماج الكامل للمجتمع المدني ومشاركته في عمليات صنع القرار الدولية والإقليمية والوطنية والمحلية.
- الاعتراف بحقوق المرأة والفقراء والشعوب الأصلية واحترامها.

#### يوم الغابات 3: كوبنهاغن، الدنمارك (2009)
حضر نحو 1500 من أصحاب المصلحة يوم الغابات الثالث الذي عقد في كوبنهاغن، الدنمارك في 13 ديسمبر 2009، بما في ذلك 34 جهة مانحة، وممثلون حكوميون، و88 صحفيًا، و500 ممثل عن المنظمات غير الحكومية، وقادة الشعوب الأصلية، و188 ممثلاً من القطاع الخاص، ومئات العلماء وخبراء الغابات. وكان هدفهم ضمان أن يكون تصميم وتنفيذ تدابير التخفيف من آثار تغير المناخ والتكيف مع الغابات قيد النظر في اتفاقية تغير المناخ كفوءًا وفعالًا ومنصفًا.
على الرغم من فشل اتفاقية الأمم المتحدة الإطارية بشأن التغير المناخي في الاتفاق على أهداف ملزمة لخفض انبعاثات الغازات الدفيئة، فقد أُحرز تقدم كبير في التفاوض على الخطوط العريضة لآلية خفض الانبعاثات الناتجة عن إزالة الغابات وتدهورها في البلدان النامية. كان اتفاق كوبنهاجن الذي تم التوصل إليه أول اتفاق دولي يوصي بجمع الموارد المالية لدعم REDD+. عرضت أستراليا وفرنسا واليابان والنرويج والمملكة المتحدة والولايات المتحدة حزمة تمويل بقيمة 3.5 مليار دولار أمريكي لتجهيز REDD+.
علاوة على ذلك، أصبح أحد مؤشرات أهمية يوم الغابات -قدرته على جذب قادة العالم- واضحًا في كوبنهاغن. شمل المتحدثون الرئيسيون في هذا الحدث:
- راجندرا ك. باشوري، رئيس اللجنة الدولية للتغيرات المناخية.
- وانغاري ماثاي، مؤسس حركة الحزام الأخضر والحائز على جائزة نوبل.
- جرو هارلم برونتلاند، رئيس الوزراء النرويجي السابق.
- هيلاري بن، وزيرة الدولة البريطانية للبيئة والغذاء والشؤون الريفية.
- السير نيكولاس ستيرن، رئيس معهد غرانثام للأبحاث حول تغير المناخ والبيئة.

ظهر الرئيس الأمريكي السابق بيل كلينتون عبر الفيديو وكانت إلينور أوستروم الحائزة على جائزة نوبل من بين المتحدثين الرئيسيين.